# Пукет (град)
Пукет е столицата на едноименната тайландска провинция и най-големият град на остров Пукет. Градът е разположен в югоизточната част на острова, на около 700 км от тайландската столица Банкок. 
От 13 февруари 2004 г. той има административен статут на голям град ("тесабан након", на тайски: เทศบาลนคร, означава буквално "голям град"). Според статистическите данни за населението от 2020 г. град Пукет има население от 79 308 души, а в метрополния регион има над четвърт милион население.

## История
Градът е основан в началото на XIX в. от китайски и малайски търговци, дошли да експлоатират калаените мини. По същото време на острова има и португалско търговско представителство. Пукет става столица на острова през 50-те години на XIX в., след като бирманците опустошават предишната столица Таланг. През 1890 г. крал Чулалонгкорн (Рама V) посещава Пукет и преброява 685 къщи, 318 от тухли и 367 от дърво.
Къщите в старата част на града са простроени по времето, когато добивът на калай е бил важен отрасъл. Архитектурният им стил се нарича „китайско-португалски“, характерен за него е едноетажната или двуетажната сграда с тесен фронт, компенсиран от значителна дълбочина. Керемидите, вратите, перфорираните прозорци и други детайли са повлияни от комбинираните китайски и европейски стилове.

## Галерия
- Стара къща на улица Йаоварат в китайско-португалски стил.
- Дворец Баан Чинпраха - голяма китайско-португалска вила, построена през 1904 г.
- улица "Рацада"
- Стари китайски къщи с магазини на улица "Таланг".
- Неделен пазар
- Старата сграда на полицията.
- Кръгово движение на ул. "Сурин"
- улица "Патак"